# Pagodulina elegantissima
Pagodulina elegantissima is een slakkensoort uit de familie van de Orculidae. De wetenschappelijke naam van de soort is voor het eerst geldig gepubliceerd in 2009 door A. Reischutz, P.L. Reischutz & W. Fischer.